# Bazilika Santa Prassede
Bazilika Santa Prassede či svaté Praxedy je titulární kostel (basilica minor) v Římě na Esquilinu, ve čtvrti Monti, jižně od baziliky S. Maria Maggiore. Kostel se proslavil raně středověkými mozaikami.

## Historie
Kostel dal postavit po roce 780 papež Hadrián I. na základech starší stavby z 5. století a dal sem přenést ostatky svatých Praxedy a Pudentiany, popravených kolem roku 165. Podle legendy to byly dcery sv. Pudense, prvního Římana, jehož svatý Petr obrátil na křesťanství. Kolem roku 822 dal papež Paschal I. kostel rozšířit a vyzdobit. V přilehlém klášteře, který spravovali řečtí mniši, žili za svých pobytů v Římě také sv. Cyril a Metoděj. Mezi tituláři kostela byl také svatý Karel Boromejský (1630–1686).

## Popis

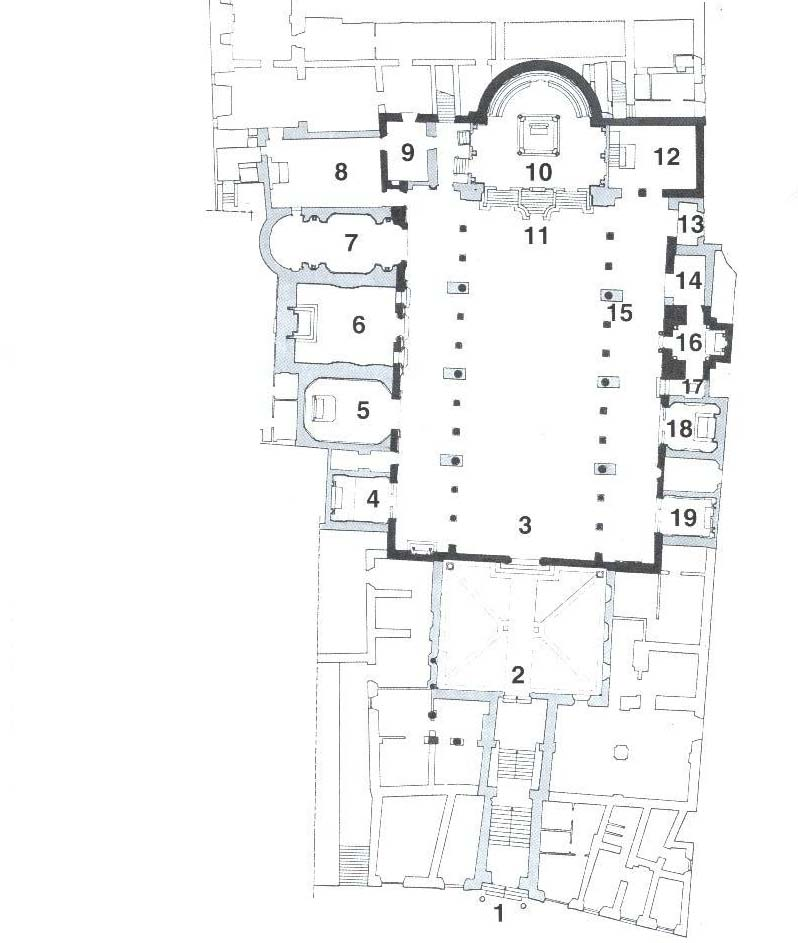
Půdorys kostela

Do kostela se vstupuje od jihu (1) předsíní a (2) atriem. Je to trojlodní bazilika o rozměrech 45x30 m s půlkruhovou apsidou a renesančním dřevěným kazetovým stropem. Z bočních lodí se vstupuje do 10 kaplí. Mezilodní arkády tvoří osm dvojic žulových sloupů a 6 pilířů. Podlaha v lodi a v kaplích je převážně středověká, mramorová s porfyrovými terči, dílo školy Cosmati. 
- (10) Apsida: mozaika v  konše zobrazuje žehnajícího Krista Spasitele se šesti světci, objednal ji papež Paschalis I., vyobrazený jako donátor s modelem kostela v rukou. Na vítězném oblouku je Kristus ve slávě mezi dvěma archanděly, k němu se obracejí dvě řady světců a světic s milodary v rukou. Mozaiky jsou spojením byzantského slohu a tzv. Karolinské renesance, programu obnovy starokřesťanské zbožnosti a kultury.

Fresky na stěnách hlavní lodi tvoří dva cykly: pašijový z let 1594-1596 a monchromní fresky ze života sv. Josefa Egyptského; na pilířích je dvanáct postav apoštolů.
- (18) Kaple sv. Zena, zbudovaná a vyzdobená papežem Paschalem I. a jeho matkou Teodorou, s mozaikami na 4 stěnách i na klenbě: Kristus mezi 12 apoštoly, sv. Petr a Pavel, sv. Jan, Ondřej a Jakub; sv. Anežka Římská, Praxeda a Pudentiana s milodary v rukou; Beránek Boží a pod ním matka Theodora (s čtvercovou svazozáří) se sv. Praxedou, Pannou Marií a Pudentianou. Uctívá se zde relikvie části sloupu (63 cm dlouhá, o průměru 40 cm), u něhož měl být bičován Ježíš Kristus; přivezl ji roku 1223 z Jeruzaléma kardinál Giovanni Colonna. [1]

## Hroby a náhrobky
- Rytíř Giovanni Carbone (14. století), náhrobní deska s reliéfní figurou rytíře ve zbroji
- Pražský arcibiskup Jan z Jenštejna († 1400), patriarcha alexandrijský, rytá náhrobní deska
- (16) Kardinál Alain Coetivy (1418-1484), biskup v Avignonu; renesanční tumba s figurou kardinála a portréty jeho rodičů v medailonech
- Biskup Giovanni Battista Santone († 1592), náhrobní deska s portrétní bustou, Gianlorenzo Bernini

### Krypta
- Freska s vyobrazením sv. Praxedy (uprostřed)

## Galerie

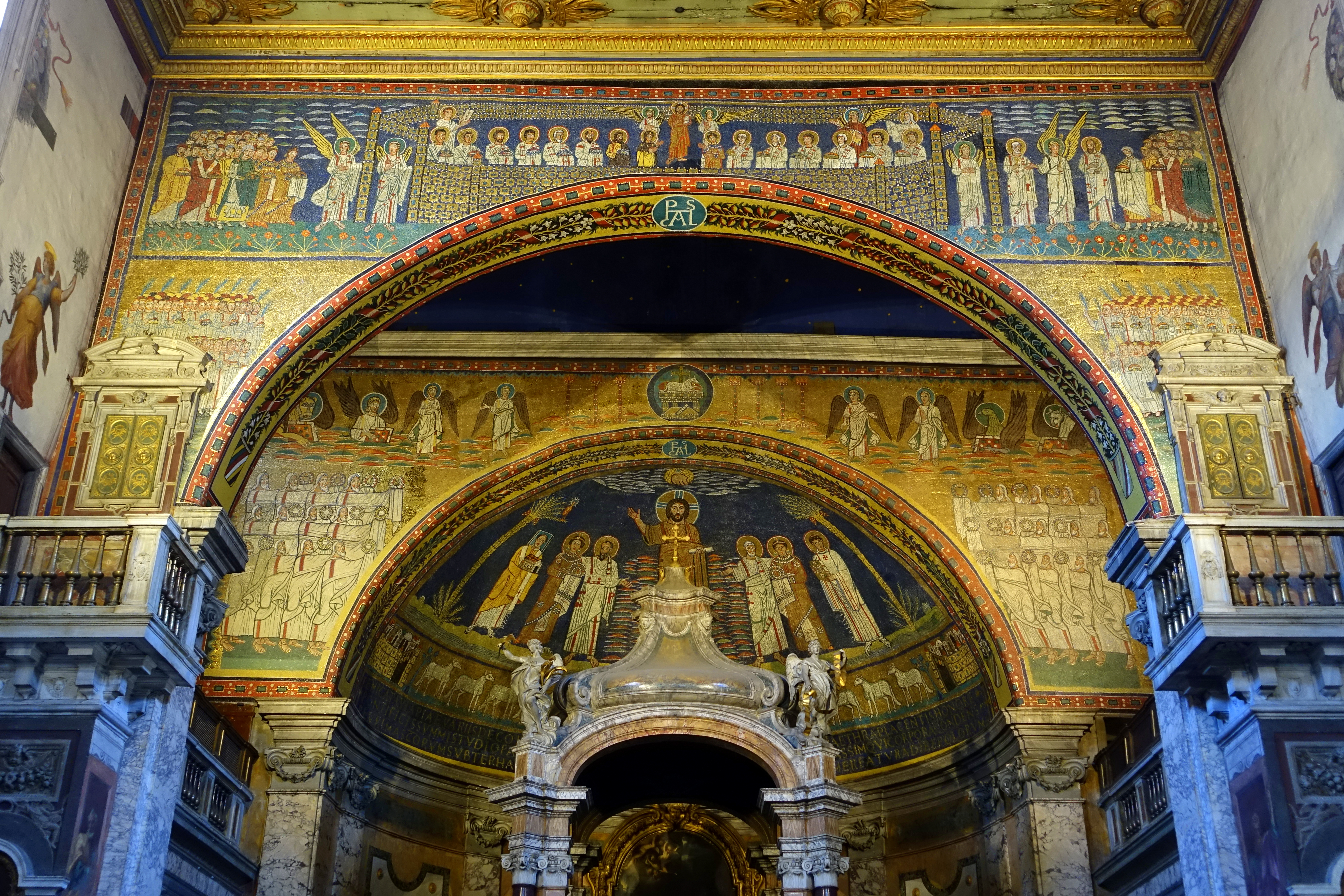
Mozaiky na vítězném oblouku a v apsidě
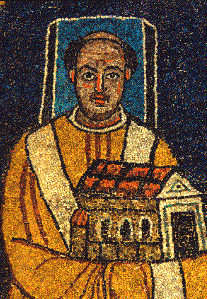
Papež Paschalis I. na mozaice
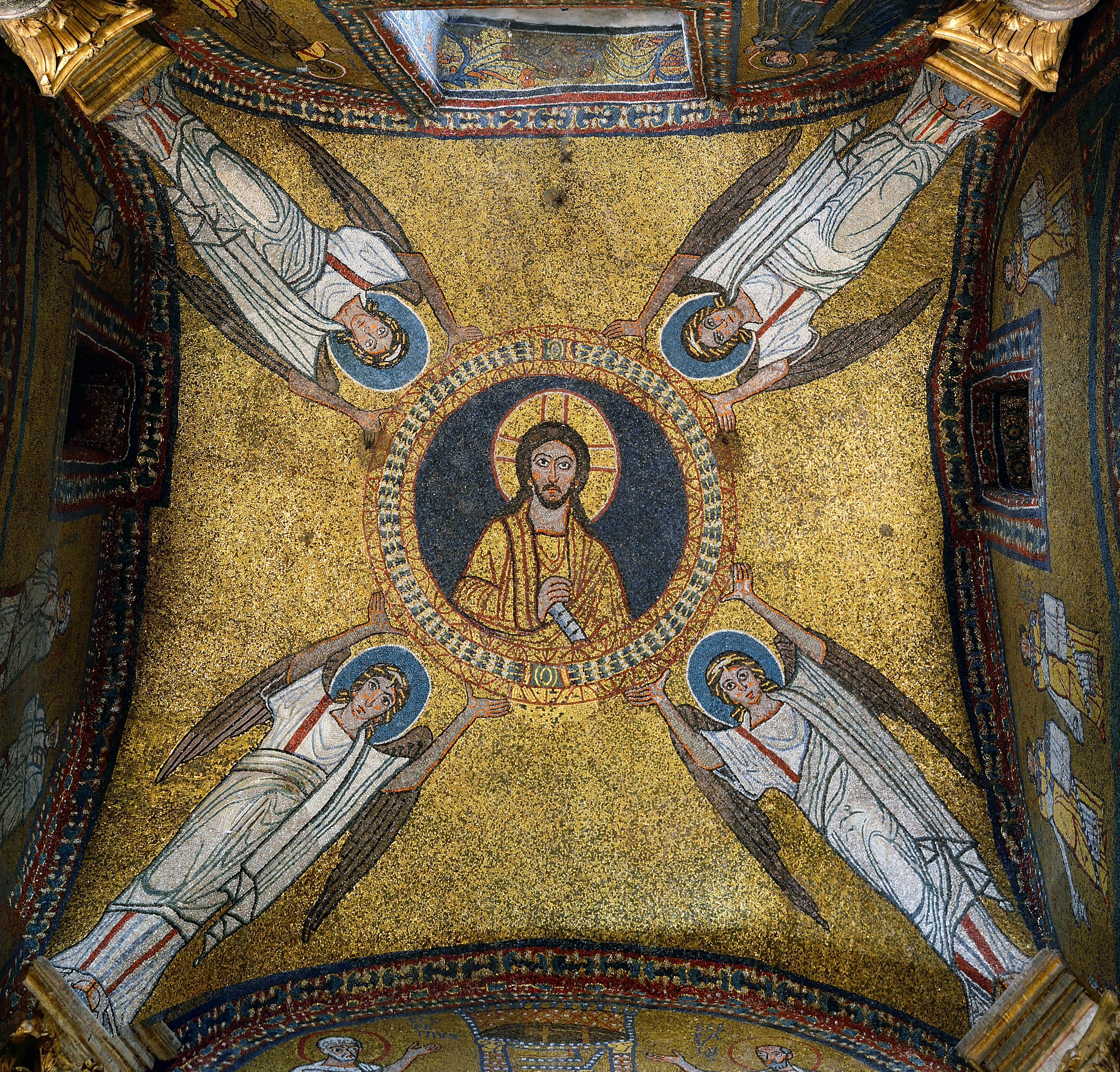
Klenba kaple sv. Zena
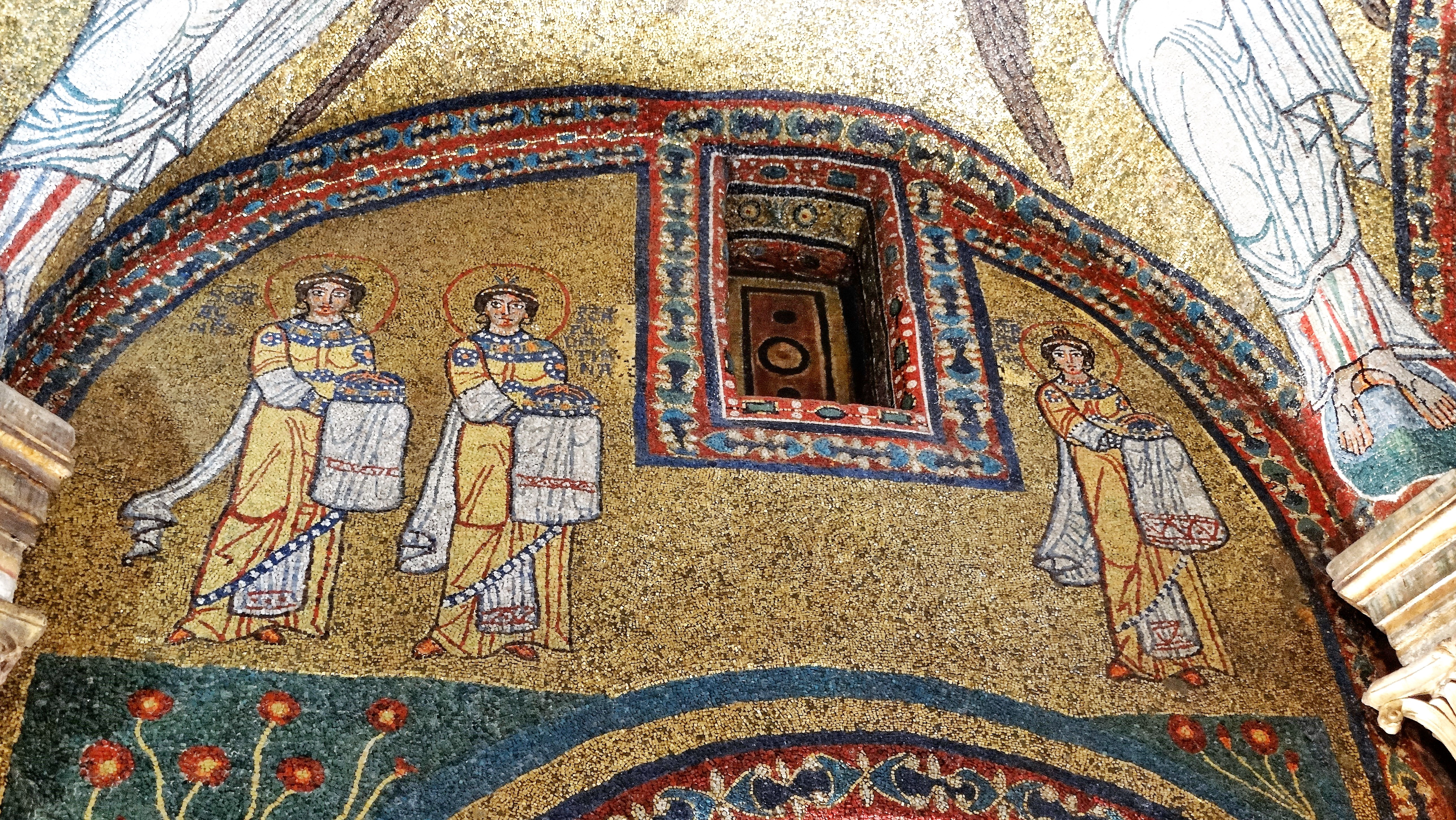
sv. Anežka Římská, Praxeda a Pudentiana
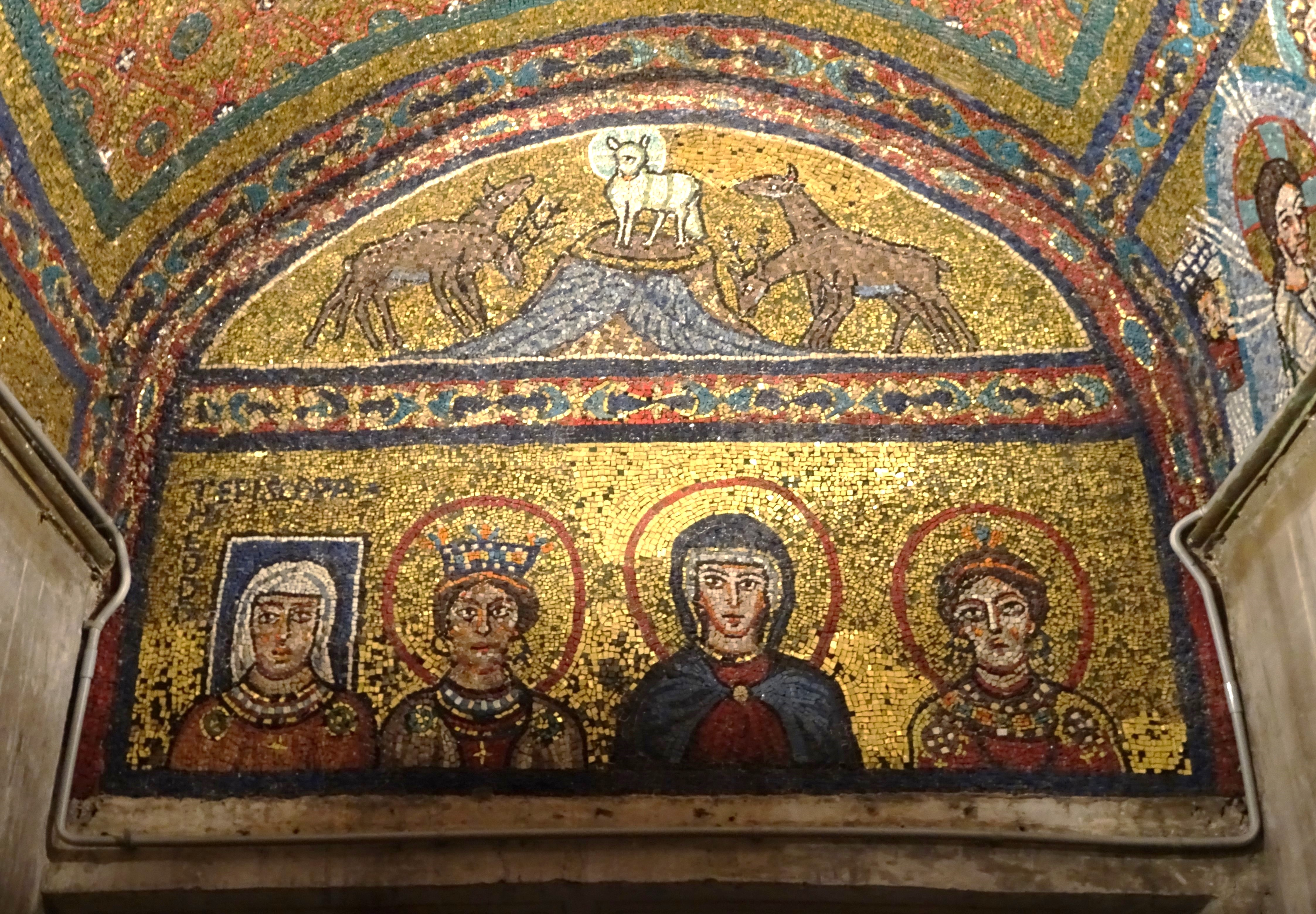
Beránek Boží, Theodora, Praxeda, P. Maria a Pudentiana
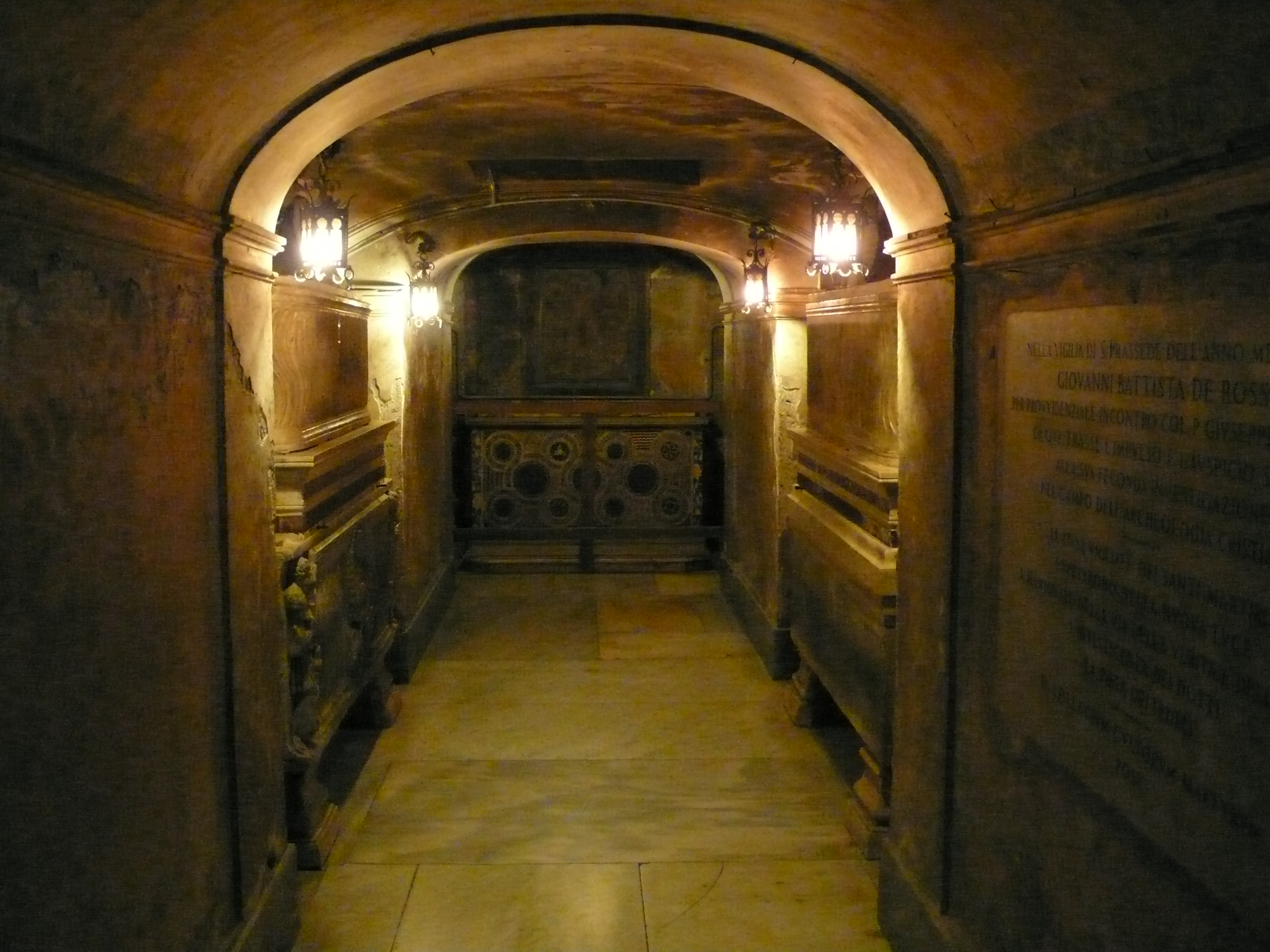
Krypta
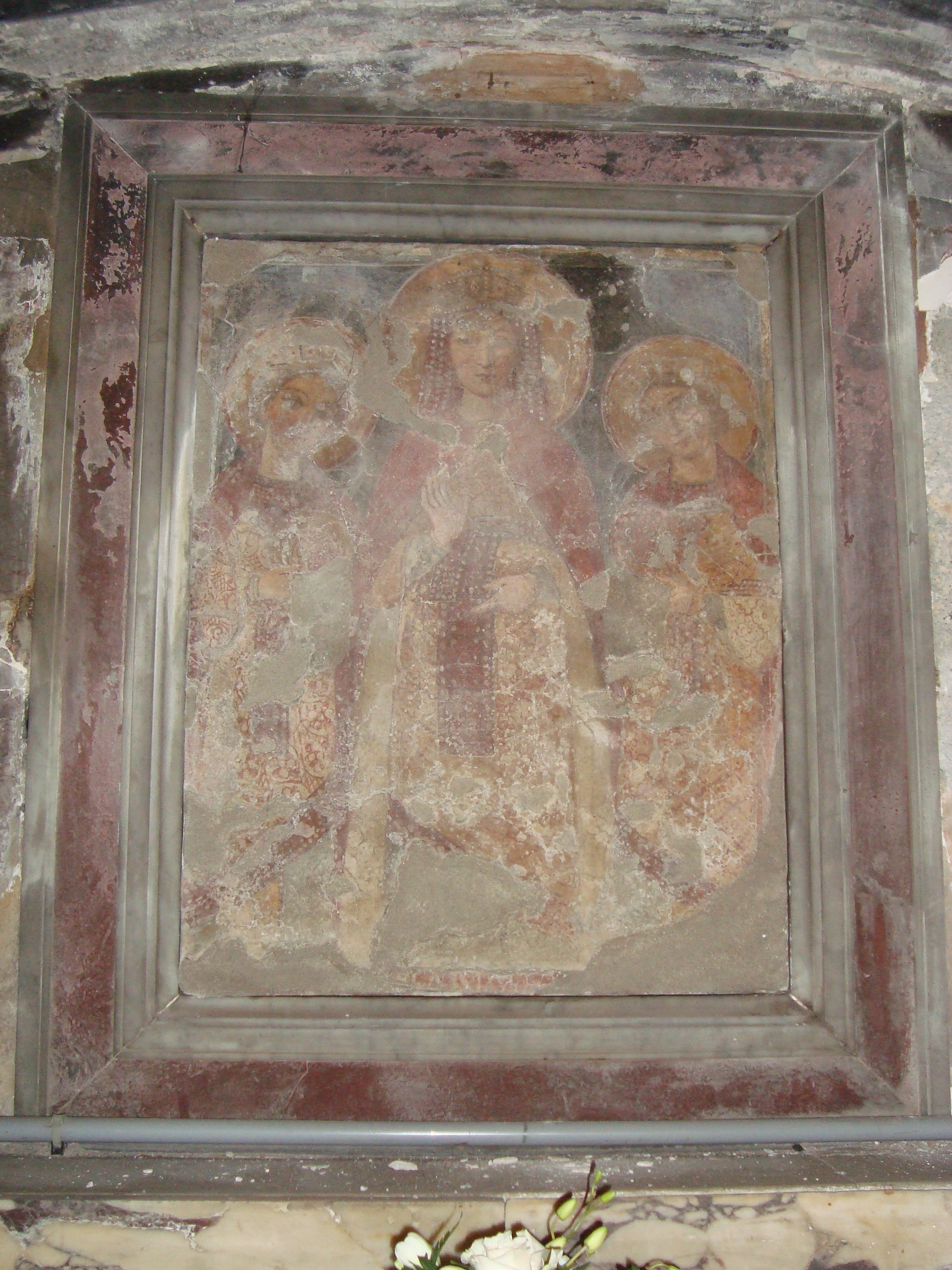
Freska se sv. Praxedou v kryptě
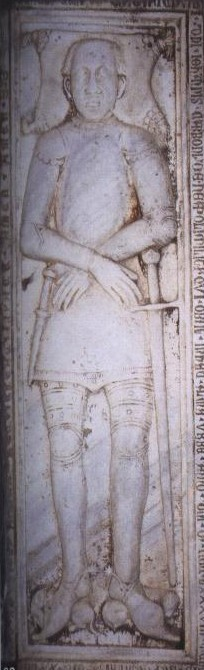
Náhrobek Giovanniho Carbone
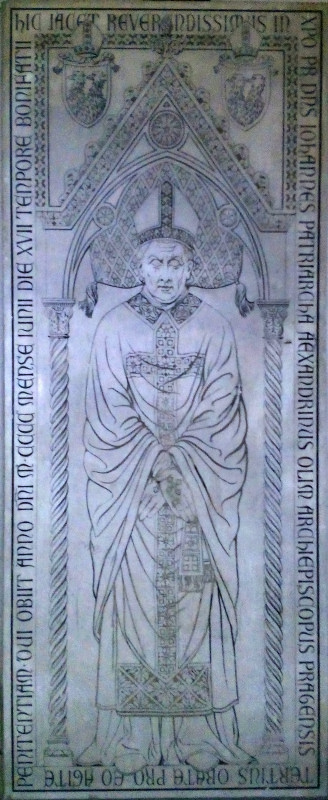
Náhrobek Jana z Jenštejna
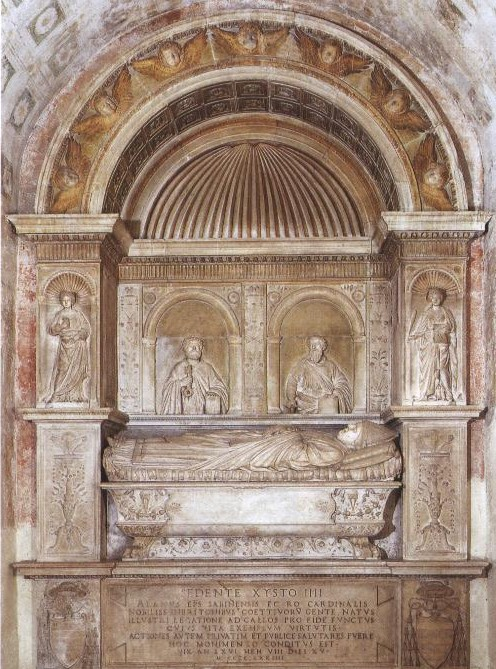
Náhrobek Alaina Coetivy
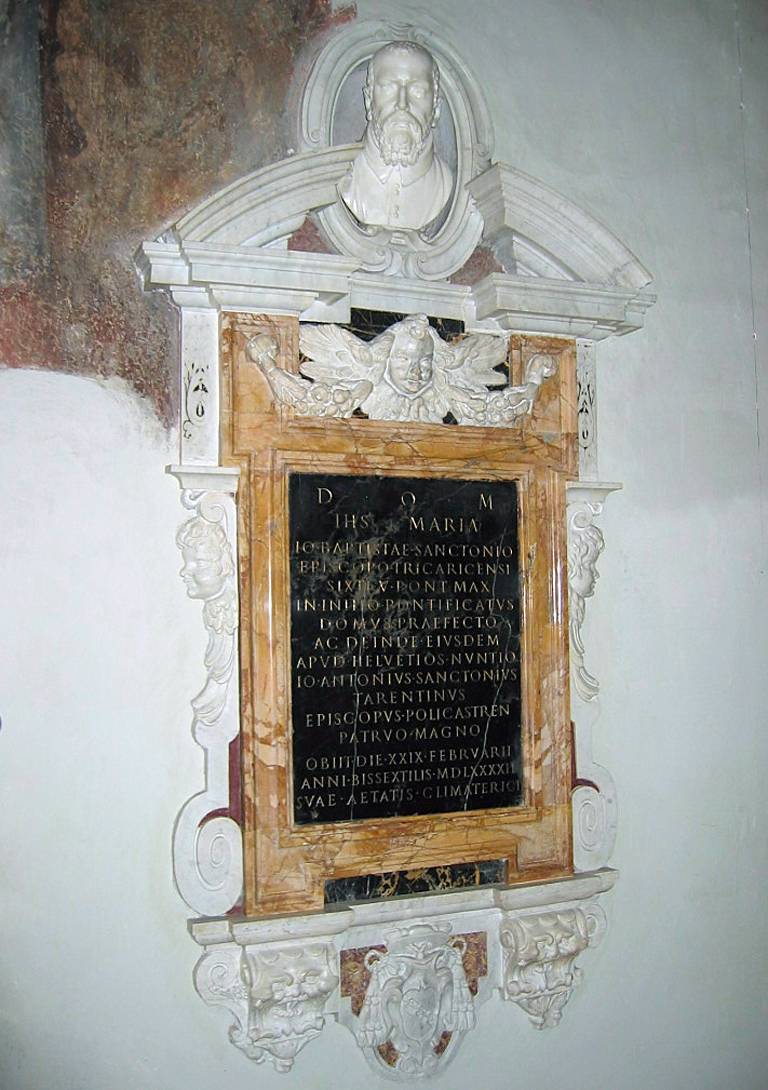
Náhrobek G. B. Santoniho